# Aliciella mcvickerae
Aliciella mcvickerae là một loài thực vật có hoa trong họ Polemoniaceae. Loài này được (M.E.Jones) J.M.Porter mô tả khoa học đầu tiên năm 1998.